# أوتاد شبكية

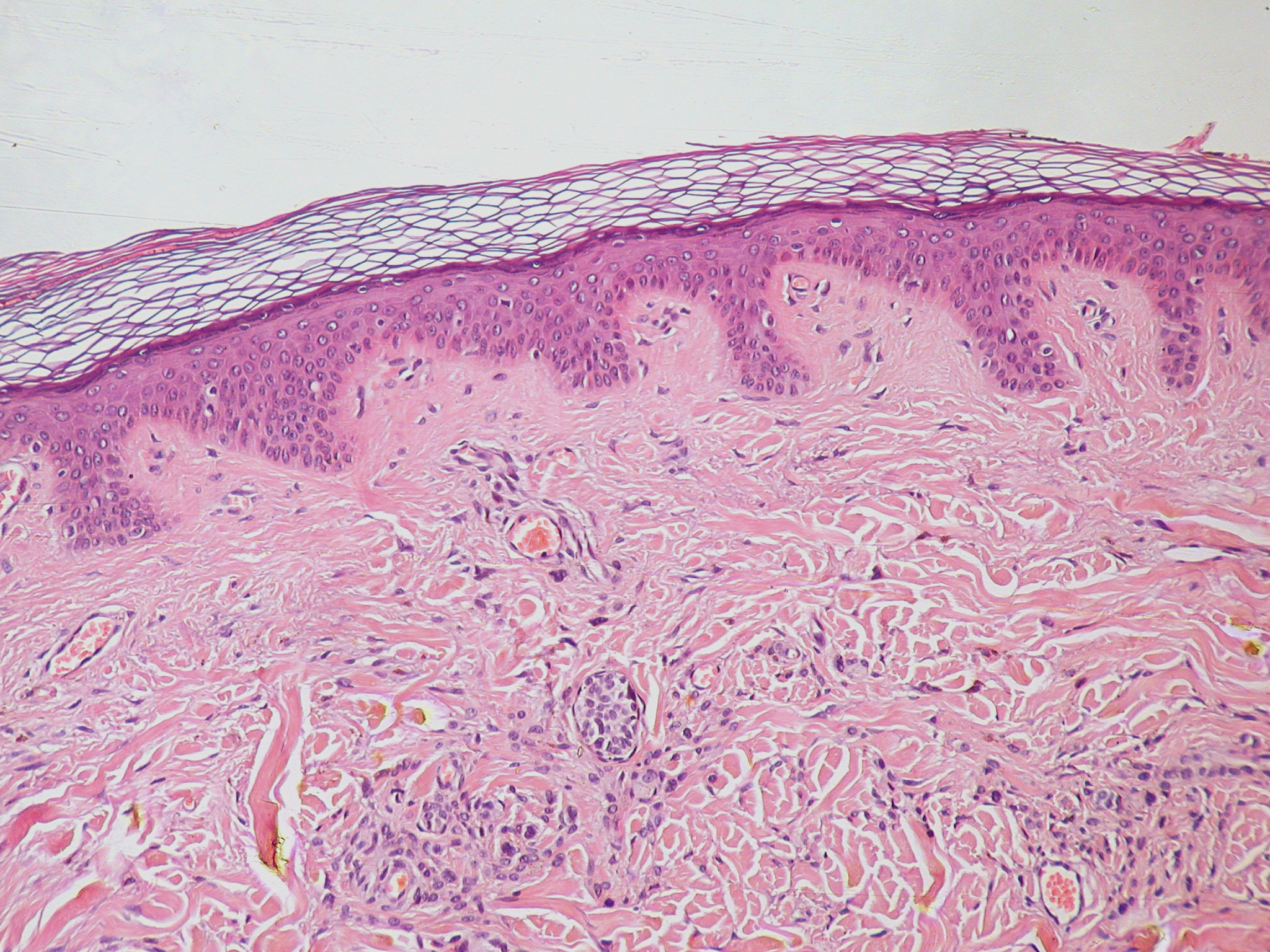
ظهارة الجلد (بنفسجي) مع الصفيحة المخصوصة (النسيج الطلائي المستبطن) (الزهري)-- يُظهر النسيج الطلائي (الظهارة) أوتادًا شبكية. تحمي الأوتاد الشبكية النسيج من التمزق.

أوتاد شبكية (بالإنجليزية: Rete pegs)‏ وتسمى أيضًا نواتئ شبكية أو حروف شبكية، هي امتداداتٌ طلائية (ظهارية) تبرزُ في النسيج الضام المستبطن في كلٍ من الجلد والأغشية المخاطية.
تُظهرُ اللثة المتصلة في النسيج الطلائي للفم أوتادًا شبكية، بينما لا تُظهر الظهارة التلمية [الإنجليزية] والظهارة الموصلة ذلك. تفتقرُ الأنسجة الندبية إلى الأوتاد الشبكية؛ لذلك تميل الندوب إلى الانقطاع بسهولةٍ أكبر من الأنسجة الطبيعية.
هُناك أيضًا الحليمات (بالإنجليزية: papillae)‏، وهي ثخانةٌ سفلية في البشرة بين حليمات الأدمة.